# Rhomboderella parmata
Rhomboderella parmata es una especie de mantis de la familia Mantidae.

## Distribución geográfica
Se encuentra en el Congo.